# Saint-Ouen-les-Vignes
Saint-Ouen-les-Vignes és un municipi francès, situat al departament de l'Indre i Loira i a la regió de Centre – Vall del Loira. L'any 2007 tenia 1.032 habitants.

## Demografia

### Població
El 2007 la població de fet de Saint-Ouen-les-Vignes era de 1.032 persones. Hi havia 371 famílies, de les quals 64 eren unipersonals (40 homes vivint sols i 24 dones vivint soles), 117 parelles sense fills, 158 parelles amb fills i 32 famílies monoparentals amb fills.
La població ha evolucionat segons el següent gràfic:
Habitants censats

### Habitatges
El 2007 hi havia 434 habitatges, 381 eren l'habitatge principal de la família, 38 eren segones residències i 15 estaven desocupats. 425 eren cases i 7 eren apartaments. Dels 381 habitatges principals, 311 estaven ocupats pels seus propietaris, 67 estaven llogats i ocupats pels llogaters i 4 estaven cedits a títol gratuït; 2 tenien una cambra, 18 en tenien dues, 62 en tenien tres, 110 en tenien quatre i 189 en tenien cinc o més. 331 habitatges disposaven pel capbaix d'una plaça de pàrquing. A 136 habitatges hi havia un automòbil i a 227 n'hi havia dos o més.

### Piràmide de població
La piràmide de població per edats i sexe el 2009 era:
| Homes | Edats   | Dones |
| ----- | ------- | ----- |
| 0     | 95 o +  | 0     |
| 4     | 90 a 94 | 0     |
| 0     | 85 a 89 | 12    |
| 8     | 80 a 84 | 20    |
| 12    | 75 a 79 | 4     |
| 16    | 70 a 74 | 20    |
| 20    | 65 a 69 | 12    |
| 12    | 60 a 64 | 32    |
| 20    | 55 a 59 | 16    |
| 40    | 50 a 54 | 32    |
| 28    | 45 a 49 | 40    |
| 44    | 40 a 44 | 24    |
| 40    | 35 a 39 | 52    |
| 40    | 30 a 34 | 40    |
| 20    | 25 a 29 | 24    |
| 20    | 20 a 24 | 20    |
| 40    | 15 a 19 | 48    |
| 24    | 10 a 14 | 48    |
| 32    | 5 a 9   | 20    |
| 32    | 0 a 4   | 40    |

## Economia
El 2007 la població en edat de treballar era de 658 persones, 504 eren actives i 154 eren inactives. De les 504 persones actives 452 estaven ocupades (242 homes i 210 dones) i 51 estaven aturades (19 homes i 32 dones). De les 154 persones inactives 56 estaven jubilades, 48 estaven estudiant i 50 estaven classificades com a «altres inactius».

### Ingressos
El 2009 a Saint-Ouen-les-Vignes hi havia 395 unitats fiscals que integraven 1.064,5 persones, la mediana anual d'ingressos fiscals per persona era de 18.938 €.

### Activitats econòmiques
Dels 29 establiments que hi havia el 2007, 1 era d'una empresa alimentària, 2 d'empreses de fabricació d'altres productes industrials, 9 d'empreses de construcció, 5 d'empreses de comerç i reparació d'automòbils, 3 d'empreses de transport, 2 d'empreses d'hostatgeria i restauració, 1 d'una empresa d'informació i comunicació, 1 d'una empresa immobiliària, 3 d'empreses de serveis i 2 d'empreses classificades com a «altres activitats de serveis».
Dels 10 establiments de servei als particulars que hi havia el 2009, 2 eren tallers de reparació d'automòbils i de material agrícola, 3 paletes, 3 fusteries, 1 electricista i 1 perruqueria.
Dels 2 establiments comercials que hi havia el 2009, 1 era una botiga de menys de 120 m² i 1 una fleca.
L'any 2000 a Saint-Ouen-les-Vignes hi havia 18 explotacions agrícoles que ocupaven un total de 770 hectàrees.

## Equipaments sanitaris i escolars
El 2009 hi havia una escola elemental.

## Poblacions més properes
El següent diagrama mostra les poblacions més properes.